# دهقانان
دهقانان (به انگلیسی: The Peasants) (به لهستانی: Chłopi) رمانیست که توسط نویسندهٔ لهستانی ووادیسواف ریمونت در چهار بخش، بین سال‌های ۱۹۰۴ تا ۱۹۰۹، نوشته شده‌است. وی به خاطر نگارش این رمان برندهٔ جایزهٔ نوبل ادبیات در سال ۱۹۲۴ شد. او نوشتن این کتاب را از سال ۱۸۹۷ شروع کرد، اما به خاطر تصادفی که در راه‌آهن برایش رخ داد و مشکلات سلامتی که برایش به وجود آمد، هفت سال نوشتن آن طول کشید. بخش‌های ابتدایی این داستان در روزنامهٔ تیگودنیک ایلاسترووِینی منتشر شد.
هر یک از این چهار بخش در اصل نمایندهٔ فصلی از زندگی دهقانان درون این داستان می‌باشند – پاییز (در ۱۹۰۴ منتشر شد)، زمستان (در ۱۹۰۴ منتشر شد)، بهار (در ۱۹۰۶ منتشر شد) و تابستان (در ۱۹۰۹ منتشر شد). این تقسیم‌بندی به رابطهٔ بین زندگی انسان و طبیعت تأکید دارد.
در سال ۱۹۲۲ فیلمی به کارگردانی ای. موزلسکی و همچنین مینی‌سریالی در ۱۹۷۲ به کارگردانی یان ریبکوفسکی، بر پایهٔ این رمان ساخته شدند.